# انریکه بی‌ین
انریکه بی‌یِن کروس (اسپانیایی: Enrique Villén Cruz‎؛ زادهٔ ۱ مهٔ ۱۹۶۰ ‏(۶۴ سال)) بازیگر و کمدین اهل اسپانیا است.
از فیلم‌ها یا برنامه‌های تلویزیونی که وی در آن نقش داشته است، می‌توان به زشت‌ترین زن جهان، تورنته ۴: بحران مرگبار، تورنته ۳: محافظ شخصی، شاهزاده‌ها، دوشنبه‌ها در آفتاب، روز هیولا، جنایت بی‌نقص، هولمز و واتسن. روزهای مادرید، نینت، خون ماه مه، جادوگران سوگاراموردی، شب بزرگ من و سوئیس کوچک اشاره کرد.